# Maison-tour des Balkans

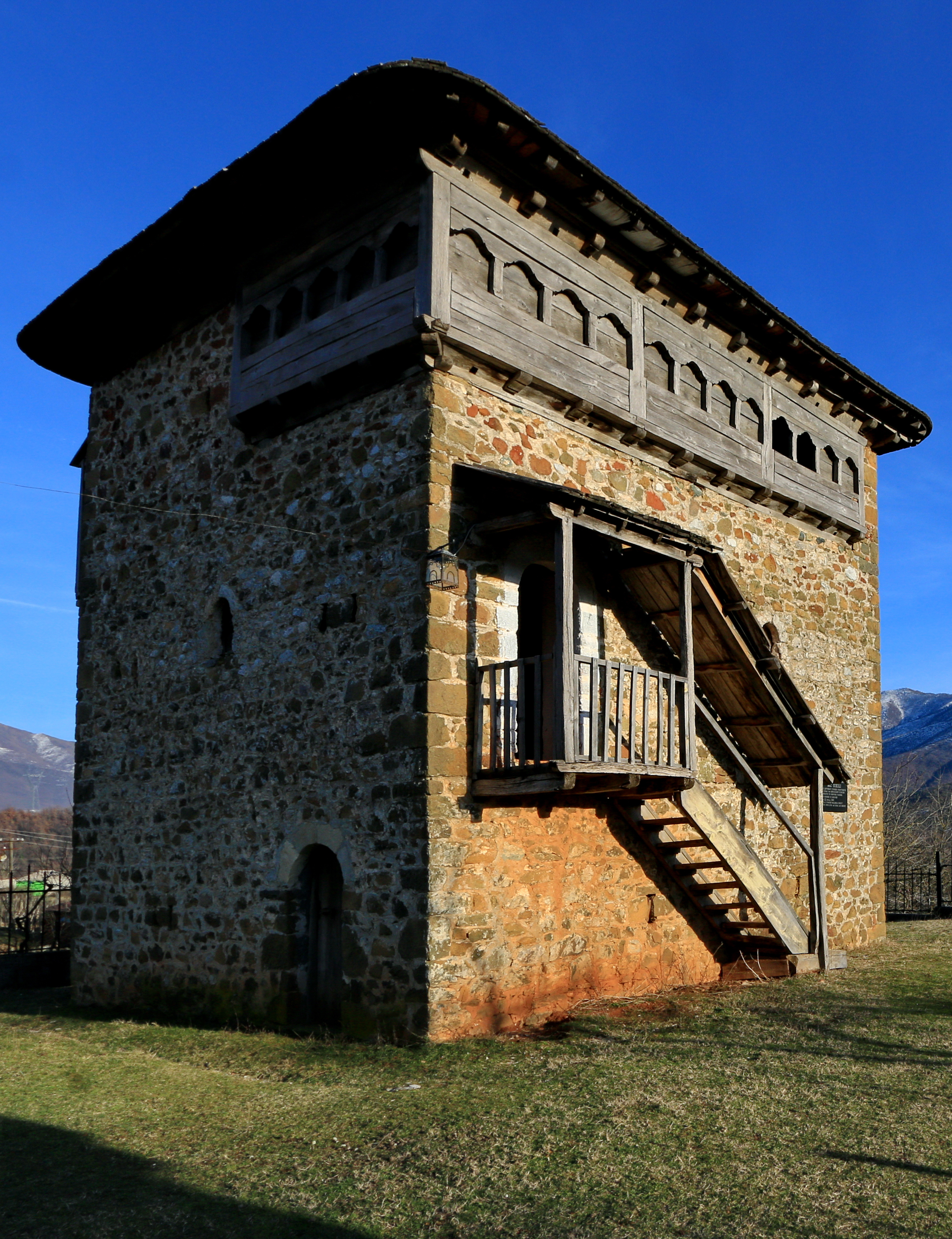
Maison-tour Mic Sokoli à Bujan, nord de l'Albanie.

Un type distinctif de maisons-tours ottomanes (en albanais : kullë, en bosnien odžak, en bulgare : кули, kuli, en serbe : kула, en roumain : culă, tous signifiant « tour », de l'arabe qalʿa, « fort, forteresse » via le persan qulla, signifiant « montagne » ou « sommet », et le turc kule) s'est développé dans les Balkans, dont l'Albanie, la Bosnie-Herzégovine, le Monténégro, la Bulgarie, la Grèce, le Kosovo, la Macédoine et la Serbie, ainsi qu'en Olténie, en Roumanie, après la conquête ottomane au Moyen Âge par les communautés chrétiennes et musulmanes.
Cette pratique a débuté lors du déclin du pouvoir ottoman au XVIIe siècle et a prospéré jusqu’au début du xxe siècle. Les maisons-tours étaient généralement construites en pierre, s'élevaient sur trois ou quatre étages et étaient de forme carrée ou rectangulaire. Elles servaient à la fois à des fins militaires (défense, tour de guet) et civiles (résidentielles) afin de protéger la famille élargie. 

## En Albanie

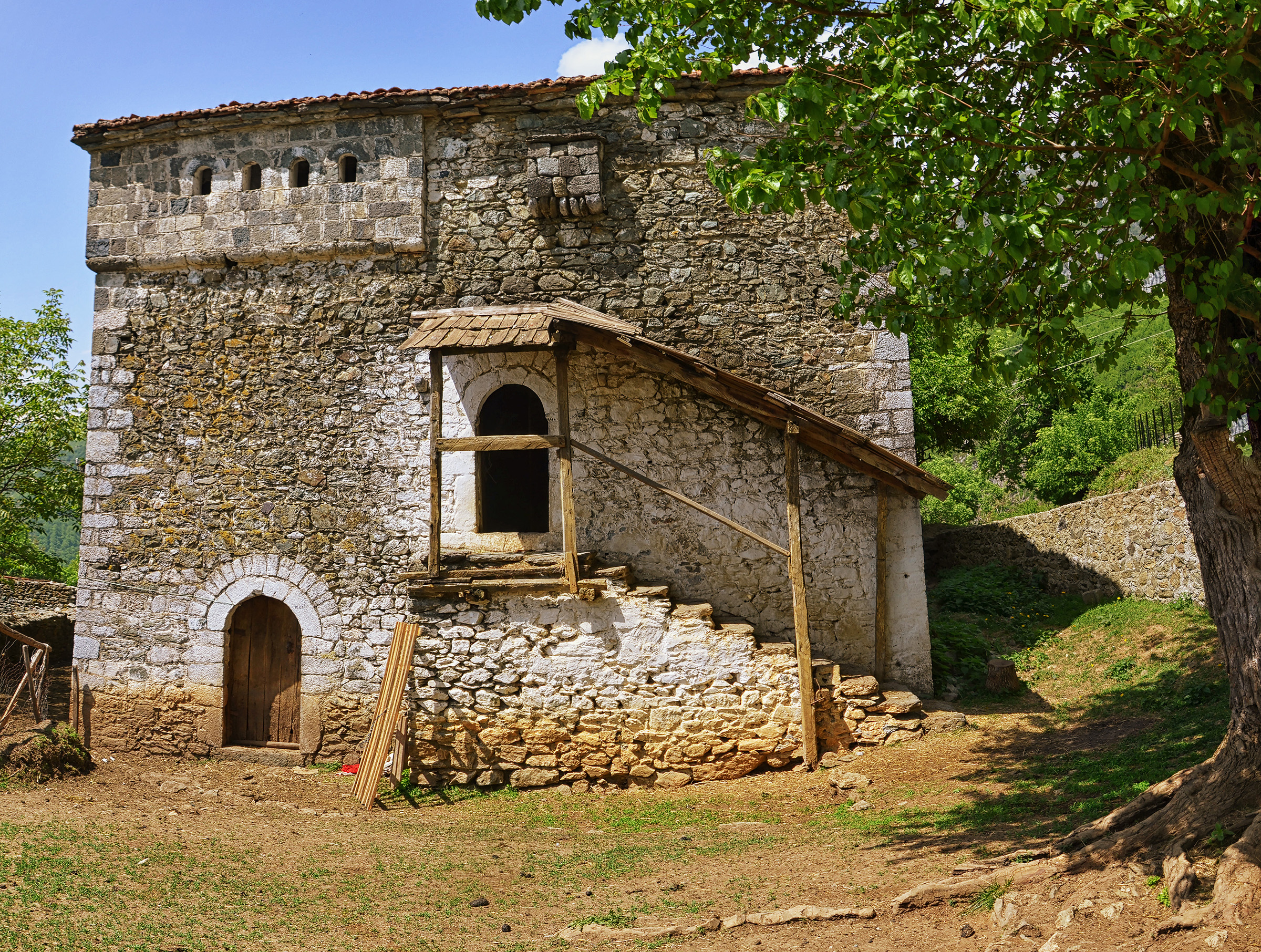
Maison-tour à Tropojë, dans le nord de l'Albanie.

Les maisons-tours faisaient partie de l'architecture albanaise bien avant l'arrivée des Ottomans dans les Balkans, notamment à Gjirokastër. Les kullë albanaises sont majoritairement localisées dans le nord du territoire, bien que des constructions remarquables soient recensées dans le sud, notamment à Berat, Gjirokastër, Himarë et Këlcyrë. Les kullas sont des bâtiments fortement fortifiés avec de petites fenêtres et des trous de tir, car leur objectif principal était d'offrir la sécurité en cas de combat. Les premiers kullas construits datent du XVIIe siècle, époque où les combats étaient incessants dans la région de Dukagjini, même si la plupart de ceux qui subsistent encore datent du XVIIIe ou du XIXe siècle. Ils sont presque toujours construits au sein d'un complexe de bâtiments ayant diverses fonctions, mais les kullas des villes existent principalement sous forme de structures autonomes. Ils sont également positionnés au sein de l'ensemble de bâtiments dans lesquels ils existent de manière à permettre aux habitants d'observer les environs. Dans les villes, les kullas sont généralement construits comme des structures autonomes, tandis que dans les villages, ils font plus souvent partie d'un ensemble plus vaste de kullas et de maisons en pierre, généralement regroupées en fonction du clan familial auquel elles appartenaient.
Certains kullë servaient de lieux d'isolement et de refuges, ou de « tours verrouillées » (en albanais : kulla ngujimi) ou « de claustration », destinés à l'usage des personnes visées par des vendettas (gjakmarrja). Un exemple peut être trouvé à Theth, dans le nord de l'Albanie, la tour Ngujim.
Il existe également des exemples de maisons-tours fortifiées à Gjirokastër construites au XIIIe siècle, antérieures à la conquête ottomane.

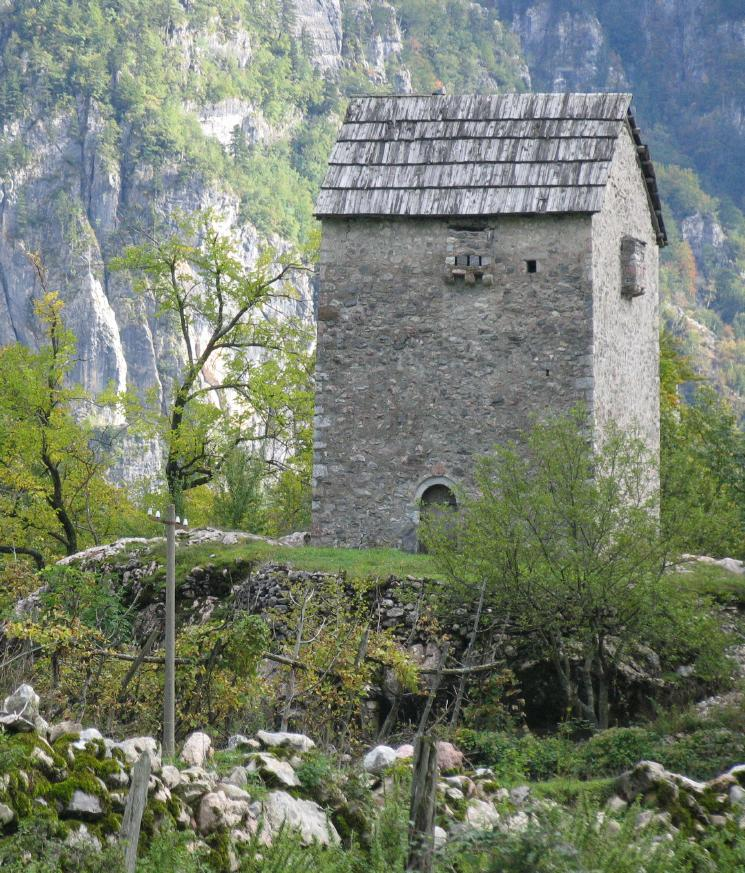
La tour de claustration (Ngujim) à Theth, utilisée comme refuge pour les hommes impliqués dans une « reprise de sang ».

Ce type architectural a pu être repris ultérieurement, comme pour la maison Zekate à Gjirokastër, construite en 1811-1812, où  le caractère défensif devient un ornement. 

### Tour de claustration de Theth
La tour de claustration (Kulla e Ngujimit (sq)), aussi « tour de la Réconciliation » (Kulla e Pajtimit) ou encore, d'après le nom du bâtisseur, « tour de Nikoll Zef Kaçeku », construite à Theth, dans les Dukagjin (en), est typique de cette région. Elle est construite à l'extrémité du village et était utilisée par tout le village. C'était la maison de ces familles qui, en raison de vendettas, étaient obligées d'y rester (tous des hommes de plus de 14 ans). Seules les femmes étaient libres de sortir et de travailler un peu de terre devant la tour. 
Aujourd'hui, la tour peut être visitée et est située dans une zone de grande valeur touristique. Elle est située au sud du village de Theth, tout près de la rivière Shala. La tour a été construite vers 1840-1850 et est divisée en trois étages, où les deux étages supérieurs ont un parquet ancien en bois,,.

## Galerie

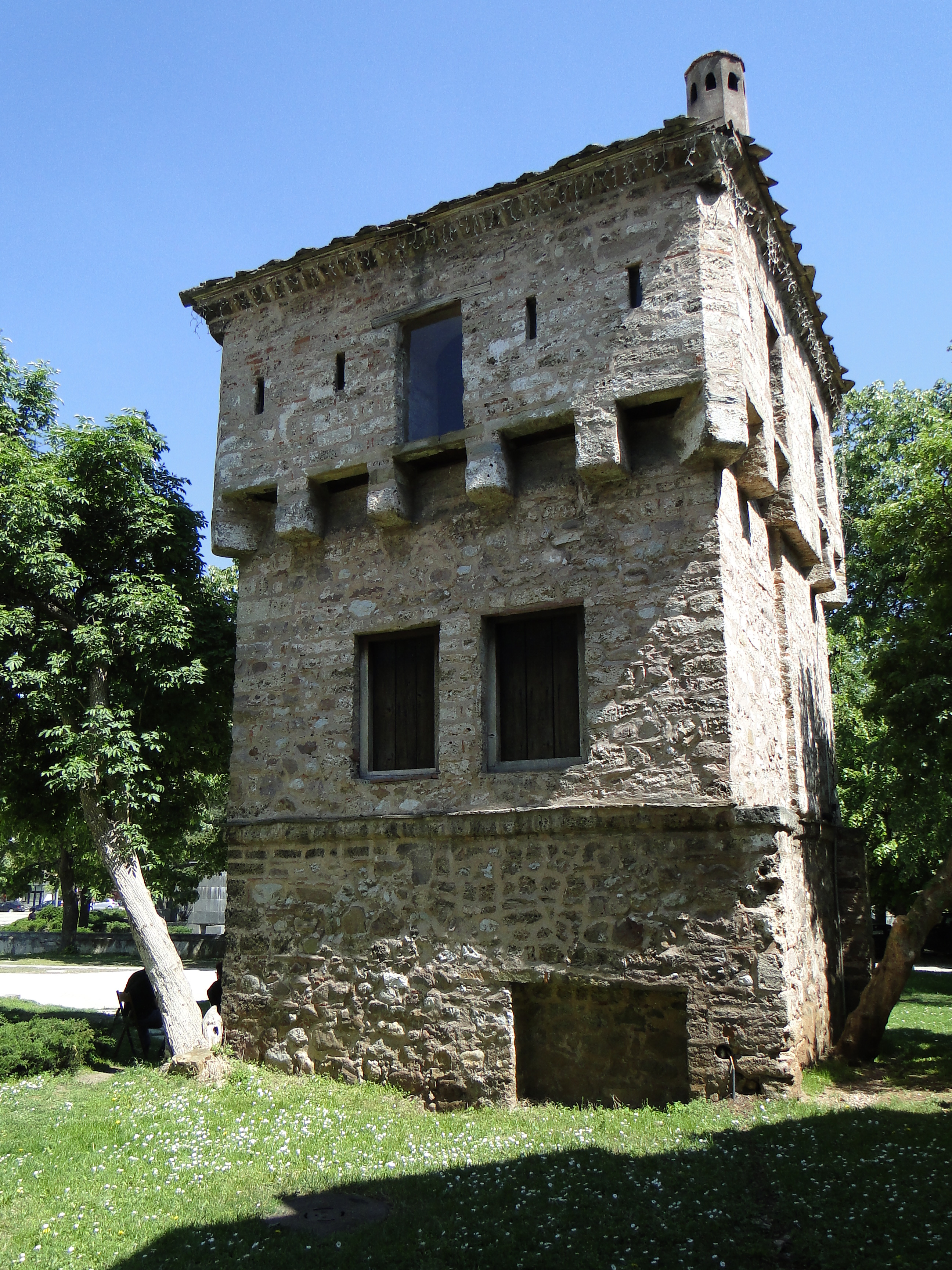
Tour Kurtpashov à Vratsa, Bulgarie.
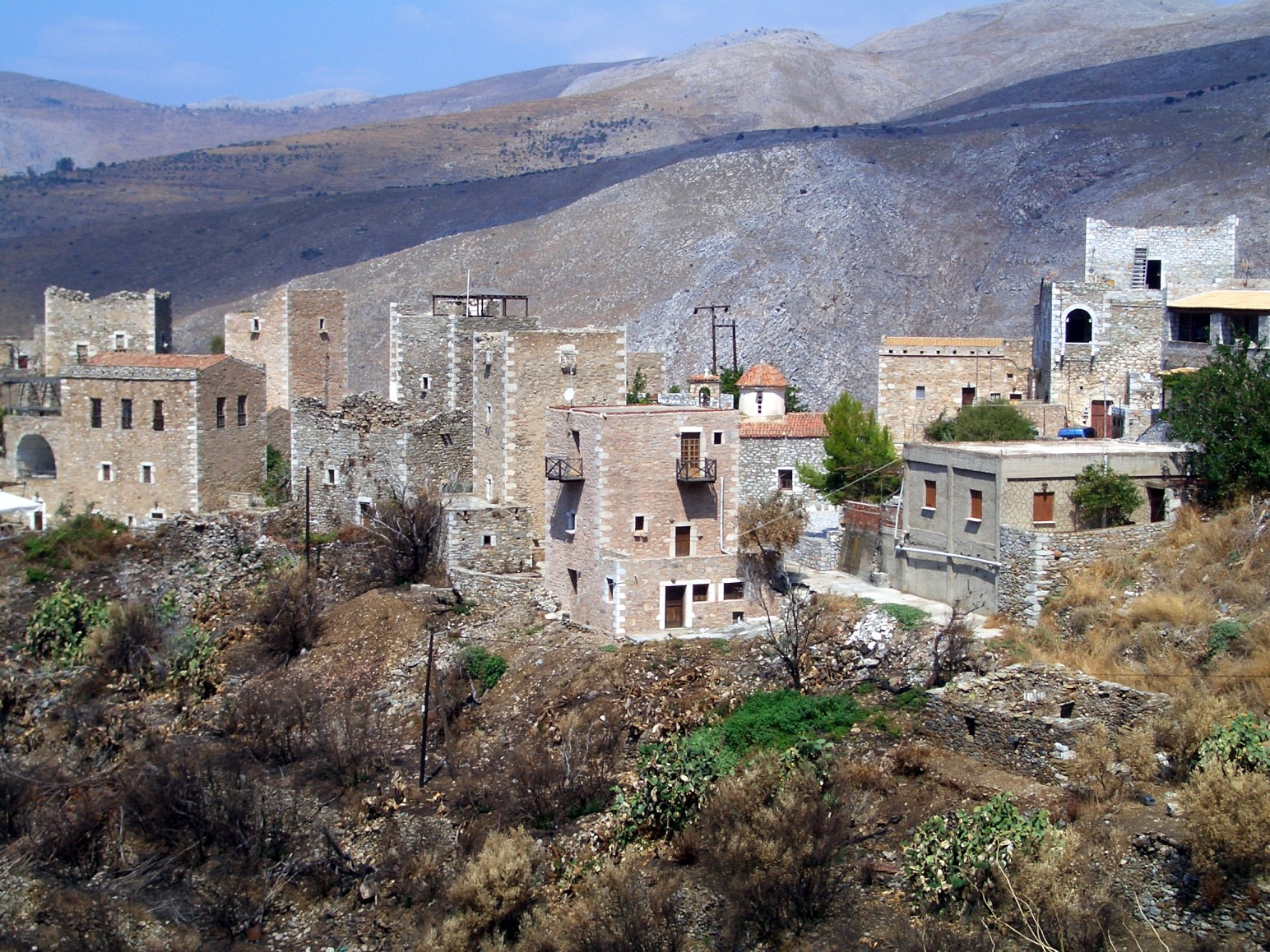
Maisons-tours à Vatheia, péninsule du Magne, Grèce.
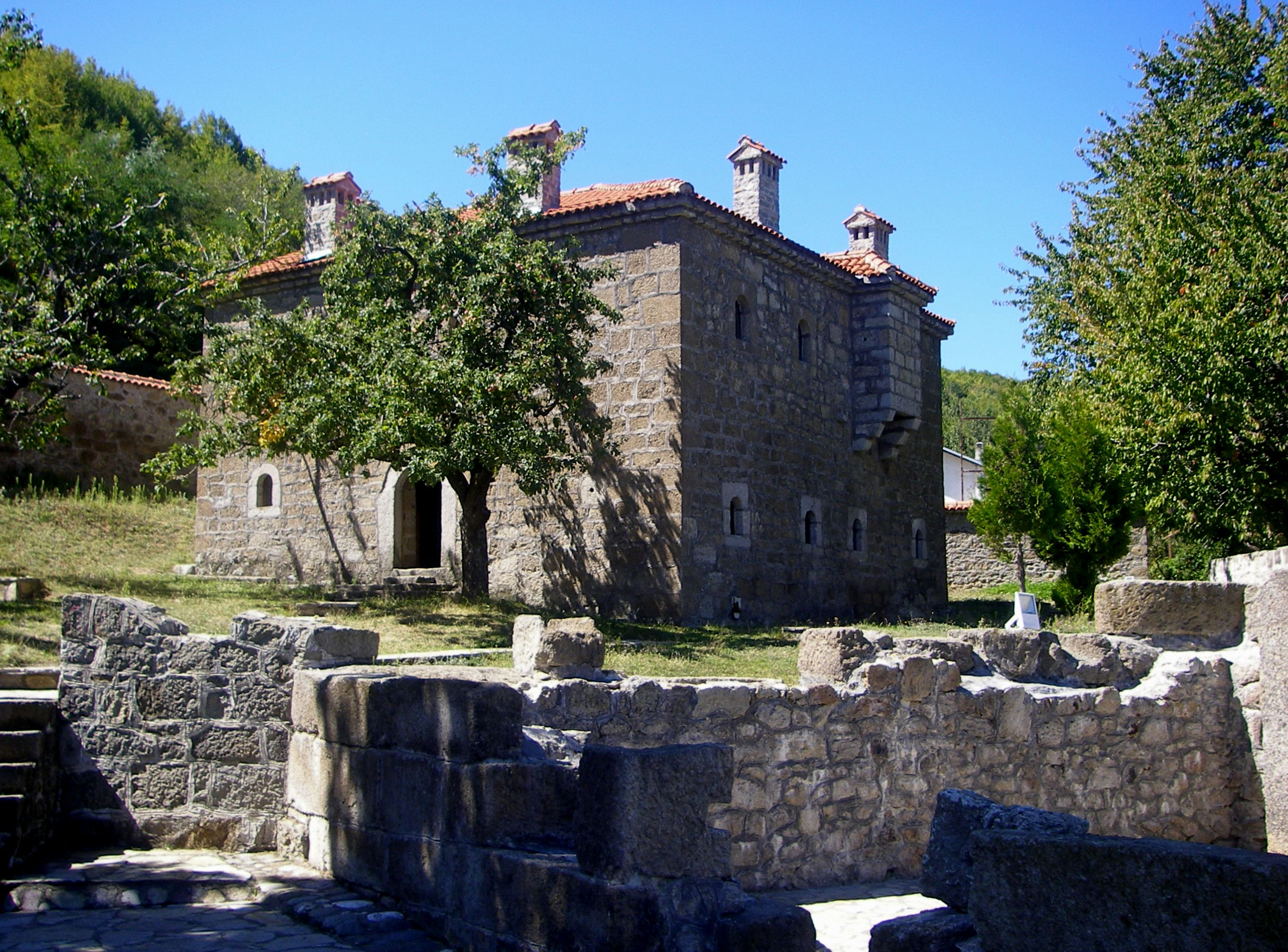
Kulla d'Isa Boletini au Kosovo.
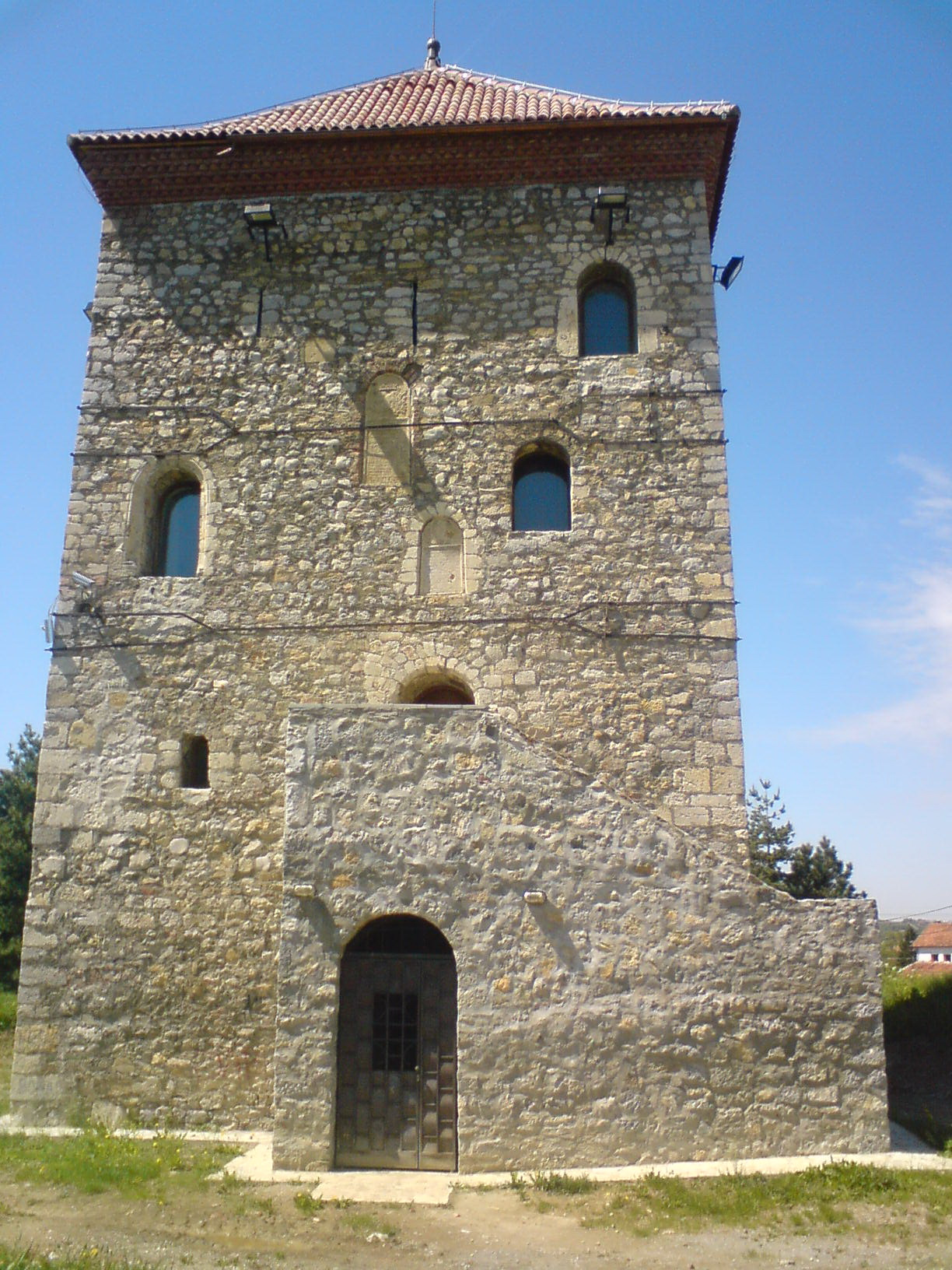
Tour de Nenadović, à Valjevo, Serbie.

## Sources
- Gjergj Fishta (trad. Robert Elsie ; Janice Mathie-Heck), The Highland Lute: (Lahuta E Malcís) : the Albanian National Epic, I.B. Tauris, 3 mars 2006, 487 p. (ISBN 978-1-84511-118-2, lire en ligne), p. 435–
- Greville Pounds et Norman John, The Culture of the English People: Iron Age to the Industrial Revolution, Cambridge University Press, 27 mai 1994 (ISBN 9780521466714, lire en ligne)
- Ernst J. Grube (de) et George Michell, Architecture of the Islamic world: its history and social meaning, with a complete survey of key monuments, Morrow, 1978 (ISBN 9780688033248, lire en ligne) p. 204 : « A distinctive form of defensive tower-dwelling, the kula, developed among both the Christian and the Muslim communities during the insecure period of the decline of the Ottoman authority in the 17th century ... » 
  [traduction : Une forme particulière d'habitation défensive en tour, appelée kula, s'est développée au sein des communautés chrétiennes comme musulmanes durant la période d'insécurité marquée par le déclin de l'autorité ottomane au XVIIe siècle...]
- Caroline Jaeger-Klein, « The Traditional Tower Houses of Kosovo and Albania - Origin, Development and Influences », UBT International Conference, vol. 27,‎ 2018
- Florina Jerliu et Kaltrina Thaçi, « Building typology of Albanian kulla stone houses in the Balkans », Built Heritage, Springer, vol. 8, no 5,‎ 2024 (DOI 10.1186/s43238-024-00113-8 , Bibcode 2024BuHer...8....5J)
- Eleftherios Sigalos, Housing in medieval and post-medieval Greece, vol. 1, Archaeopress, 2004 (ISBN 9781841716411, lire en ligne)
- John H. Stubbs, Emily G. Makaš et Mounir Bouchenak, Architectural Conservation in Europe and the Americas, John Wiley and Sons, 2011 (ISBN 9780470900994, lire en ligne)
- Sahar Rassam « Kulla: A Traditional Albanian House Type in Kosovo » (11 septembre 2001)  (lire en ligne)
—UNESCO-ICOMOS World Millennium Congress, Session 2 (continued) - Historic towns (lire en ligne)